# NORD (アイドルグループ)
NORD（ノール）は、札幌テレビ放送（STV）のオーディション番組『アオタガイ学園』により結成された北海道を中心に活動するボーイズユニットである。CREATIVE OFFICE CUEおよびソニーミュージック所属。

## 概要
2015年10月、CREATIVE OFFICE CUEとソニーミュージックによる北海道男子限定オーディション『アオタガイ学園』の放送がスタートした。
2016年2月に、STVホールで行われたファイナルオーディションでグランプリ、準グランプリ、優秀賞の8名が決定。
同年6月に行われた受賞メンバーによるイベントにてユニット名「NORD」が発表される。
以降、8人組のグループとして歌・ダンス・芝居を基軸に、テレビ・ラジオ番組やイベント出演など、北海道を拠点に活動する。
2017年8月に、Bリーグ・レバンガ北海道の公式アンバサダーに就任した。
同年12月、メンバーの春木大輔の卒業を発表。
2018年4月、リーダーの長崎佑亮が足の怪我の治療に専念するため活動を休止。
それに伴いメンバーの花岡領太、安保卓城と共にレギュラーで出演をしていたHBCラジオ「今夜はNORDナイト！」を降板。代役として枝元雷亜が後任を務めた。
同年5月、YouTube内に「NORD Official YouTube Channel」を開設。
2019年5月、前年準優勝の“世界で最も過酷な400m走”「 Red Bull 400 SAPPORO OKURAYAMA」の男子400mリレー(枝元・安保・島・瀧原)に二年連続で出場し優勝。
同月に「北欧の風 道の駅とうべつ」公式アンバサダーに就任。
同年8月6日のシュウイチ☆ライブをもって枝元雷亜が学業専念のため卒業。
同年11月から12月にかけて、初の道内ツアー開催を敢行。
2020年2月より和菓子キャラクター「大福くん」とコラボを実施。
同年3月に花岡領太、4月に長崎佑亮の卒業が発表された。
2022年3月から6月にかけて、札幌の専門学校生の実地演習の場を提供するために、各メンバーがプロデューサーとなって計4回の「ツキイチライブ」を実施した。
8月から9月には、自身初の全国ツアーを敢行した。ツアー千秋楽は、2020年にコロナ禍により中止となったカナモトホール（札幌市民ホール）のリベンジ公演となった。
2023年3月18日から4月6日にソニーストア札幌にて初の写真展"a moment"開催。
2023年5月31日から6月4日まで、初の4人舞台となるNORD第1回演劇公演「Error」を開催。
2024年2月、3月にFC限定イベントツアー「ノル友の集い2024」を札幌、仙台、東京、大阪で開催した。

## メンバー

### 現メンバー
公式サイト掲載順
| 名前                        | 担当色 | 生年月日              | 出身地 | 血液型 | 身長  |
| --------------------------- | ------ | --------------------- | ------ | ------ | ----- |
| 舟木健 （ふなきたける）     | ■赤    | 2001年8月10日（24歳） | 札幌市 | A型    | 182cm |
| 安保卓城 （あんぼたくしろ） | ■青    | 1997年4月8日（28歳）  | 札幌市 | A型    | 178cm |
| 島太星 （しまたいせい）     | ■緑    | 1998年1月29日（27歳） | 深川市 | A型    | 177cm |
| 瀧原光 （たきはらひかる）   | ■黄    | 1997年6月12日（28歳） | 札幌市 | A型    | 167cm |

### 元メンバー
| 名前                          | 担当色 | 生年月日              | 出身地 | 血液型 | 身長  | |
| ----------------------------- | ------ | --------------------- | ------ | ------ | ----- | --------------------------------------------------------------------------------------------------- |
| 長崎佑亮 （ながさきゆうすけ） | ■紫    | 1994年5月9日（31歳）  | 札幌市 | O型    | 170cm | 2018年4月より足の怪我の治療に専念のため活動休止。 2020年4月30日をもって卒業。その後は怪談師に転向。 |
| 花岡領太 （はなおかりょうた） | ■桃    | 1995年8月22日（29歳） | 札幌市 | A型    | 170cm | 2020年3月31日をもって卒業。                                                                         |
| 枝元雷亜 （えだもとらいあ）   | ■橙    | 1999年6月5日（26歳）  | 札幌市 | A型    | 180cm | 2019年8月6日のシュウイチ☆ライブをもって卒業。                                                       |
| 春木大輔 （はるきだいすけ）   | ■水色  | 1997年5月20日（28歳） | 余市郡 | A型    | 177cm | 2017年12月23日のクリスマスライブをもって卒業。                                                      |

## エピソード
- ユニット名は、2016年3月6日に札幌ドーム控室でメンバーにより考案された（北海道日本ハムファイターズのオープン戦にゲストとして登場し、ファイターズ賛歌を歌唱した。当時は「アオタガイ学園メンバー」「アオタガイ学園受賞者」として活動していた[9]）。北海道発のボーイズユニットであることから、「北」にまつわる単語（「NORTH」「暴風雪波浪警報」等）が候補に挙がった。最終的には、フランス語で「北」を意味する「NORD」でメンバーの意見が一致し、マネージャーの許可が下りた[10]。
- メンバーカラーは、事務所により決定された。ボーイズユニットに詳しいマネージャーらが、メンバーのイメージで決めた。
- 安保はオーディション当時、赤い服を着ていることが多く「赤色が好き」と公言していたこともあり、赤か青の二択で悩んでいたが「舟木は赤しかイメージできない」ことから、最終的には舟木が赤、安保が青となった[10]。
- 瀧原は、2023年2月5日の39期前期 日本プロ麻雀連盟プロテスト に合格[11]。プロ雀士としての活動も行う。

## 出演

### テレビ

#### 現在の出演番組
- イチモニ!（2020年4月 - 、北海道テレビ） - 瀧原・安保（土曜レギュラー）、舟木・島は週替わりで中継出演[12]
- どさんこワイド179（2020年4月 - 、札幌テレビ放送）- 島「NORD島太星 北海道の知らないお仕事トコトン体験記」担当
- きたサバ!〜北海道でサバゲーやってみた!〜（2021年7月 - TVh テレビ北海道 ）毎月1回深夜 - 安保
- 夜のブラキタ（2022年10月6日 - 、北海道放送）- 毎週木曜深夜[13]
- サタブラ - SATURDAY BRUNCH- （2024年4月 - 、北海道放送） - 毎月土曜

#### バラエティ
- アオタガイ学園（2015年10月2日 - 2016年3月25日、札幌テレビ放送）
- レバレバ！ ノール（2017年9月 - 2018年5月25日、北海道文化放送）
- 夜のお楽しみ寝落ちちゃん（2017年10月3日 - 2019年3月26日、北海道テレビ） - 準レギュラー
- ヒルナンデス!（2020年4月 - 6月、日本テレビ） - 島（月曜シーズンレギュラー）
- そんなコト考えた事なかったクイズ!トリニクって何の肉!?（2020年6月 - 、ABC・テレビ朝日系） - 島
- ブラキタ（2020年7月 - 2024年3月、北海道放送） - 毎月最終土曜日、島・舟木・瀧原・安保[14]
- TVh全国特番「北海道 冒険温泉！ ～太川陽介・スギちゃん・NORDが大自然体感!～」（2020年9月22日、TVh・テレビ東京系） - 瀧原、島
- 今日ドキッ!（2020年10月 - 、北海道放送）- 毎週水曜「おまかせ!子守さん」コーナーレギュラー
- 呼び出し先生タナカ（2022年4月 - 、フジテレビ） - 島 番組から派生し音楽ユニット"小中大"を結成。『諦めて正解』をパフォーマンスしている。
- なまらLOVEキュン!北海道 ～NORDの鉄板プライベート旅～#1、#2（2023年12月30日、1月6日、GAORA SPORTS）[15]
- 北海道日本ハムファイターズ 2024開幕特番〜どこよりも早く開幕戦を徹底解説SP〜(2024年3月29日、GAORA SPORTS)舟木、安保、瀧原[16]
- TEAM NACS戸次重幸の究極！まるごと北海道Pizza （2024年7月13日、TVh・テレビ東京系）- 安保、瀧原
- なまらLOVEキュン!北海道 ～NORDの鉄板プライベート旅～#3、#4(2024年8月24日、9月7日、GAORA SPORTS)[17]
- おたすけNORD!（2024年9月10日、TVh）[18]
- おたすけNORD! 2（2025年7月13日、TVh）[19]

#### 音楽番組
- 第7回 全日本歌唱力選手権 歌唱王（2019年12月26日、日本テレビ） - 島
- 熱唱!ミリオンシンガー（2021年9月5日、日本テレビ系列）

#### ドラマ
- 七人の夫 劇団ヘラクレスの掟NextStage（2018年11月29日、東海テレビ） - 島、枝元
- 10神スパイ大作戦～コード・バリカタ～ 第8話（2019年3月4日、福岡放送） - 島
- チャンネルはそのまま!（2019年3月18日 - 3月22日、北海道テレビ) - 瀧原、島、花岡（第1話）、舟木（第2話）、安保（第2話）、枝元（第4話）
- がんばれ!TEAM NACS 第4話（2021年7月11日、WOWOW） - 島
- HTB開局55周年ドラマ「弁当屋さんのおもてなし」（2023年2月25日 - 、北海道テレビ） - 近藤悟 役 舟木
- 「僕らのあざとい朝ごはん～続いていく僕らの日々」（2023年3月29日、テレビ東京） - 島
- HTB開局55周年ドラマ「弁当屋さんのおもてなし」第3話（2024年1月27日、北海道テレビ） - 南波一馬 役 瀧原
- 愛してるって、言いたい 第4話（2024年3月15日 - 5月10日、FOD / 2024年6月5日、フジテレビ） - 安保
- HTB｢ススキノ・インターン〜マーケ学生ユキナの、スナック立て直し記〜｣ 第2話（2025年3月23日、北海道テレビ） - 瀧原

#### その他
- NORDのさっぽろキラキライフ（2018年4月 - 2021年3月、北海道放送）
- NORDのもっと！札幌（2021年4月 - 2022年3月、北海道放送）

### ラジオ

#### 現在の出演番組
- 今夜はNORDナイト!（2017年4月9日 - 、HBCラジオ）- 安保、舟木（2019年7月 - ）、瀧原（2020年3月 - ）
- 島太星のぽっぷんアイランド（2020年4月 - 、STVラジオ） - 島

#### 過去の出演番組
- なにぬねのーる（2016年10月7日 - 2018年9月26日、FMアップル）
- Pop'n Rollにズキューン（2017年4月8日 - 2018年3月31日、STVラジオ） - 島
- ぽっぷんミーティング!（2018年4月 - 2019年3月、STVラジオ） - 島
- ぽっぷんランキング（2019年4月 - 2020年3月、STVラジオ） - 島
- サウンドプラント〜NORD6周年スペシャル〜(2022年6月5日、STVラジオ)
- 第24回カーナビ紅白歌合戦！（2022年12月29日、HBCラジオ）

### WEB番組
- あれほど逃げろと言ったのに… FILE 03（2019年8月26日、AbemaTV） - 花岡、安保
- 今日、好きになりました。（2019年9月2日 - 9月30日、2020年1月27日 - 、AbemaTV） - 舟木

### 舞台
- Takayuki Suzui Project Vol.5 OOPARTS「リ・リ・リストラ～仁義ある戦い・ハンバーガー代理戦争」（2019年8月23日 - 9月23日、サンシャイン劇場、道新ホール、COOL JAPAN PARK OSAKA TTホール）[20] - 島
- All Sapporo Professional Actors Selection vol.1『虹と雪、慟哭のカッコウ ～SAPPORO’72』（2020年2月20日 - 3月1日、札幌市民交流プラザ クリエイティブスタジオ） - 島
- ミュージカル「東京少年少女」（2020年2月22日 - 2月23日、渋谷区文化総合センター大和田 さくらホール） - 舟木
- NEXTAGE Vol.5「夕闇デバッガーズ」（2020年4月3日 - 4月12日、コンカリーニョ） - 安保 ※新型コロナウイルスの影響により中止
- 劇団番町ボーイズ☆第13回本公演「俺の白飯を超えてゆけ!2020」（2020年5月2日 - 5月6日、中目黒キンケロ・シアター） - 舟木 ※新型コロナウイルスの影響により中止
- NEXTAGE第5回公演「overture」（2021年1月14日 - 20日、cube garden） - 安保
- NAPPOS PRODUCE　舞台「トリツカレ男」（2021年10月16日 - 24日、こくみん共済 coop ホール／スペース・ゼロ） - 舟木
- 舞台 ギヴン （2021年11月20日〜30日、京都劇場、シアター1010） - 舟木
- パインソー公演「ワタシの好きなぼうりょく」（2022年2月1日 - 3日、札幌市教育文化会館小ホール）- 瀧原
- Takayuki Suzui Project Vol.6 OOPARTS「D-river」 （2022年2月5日 - 27日、サンシャイン劇場、COOL JAPAN PARK OSAKA TTホール、道新ホール）- 舟木
- 舞台「ナミヤ雑貨店の奇蹟」（2022年2月26日 - 3月6日、サンシャイン劇場） - 安保
- 札幌演劇シーズン2022夏レパートリー作品　ELEVEN NINES「12人の怒れる男」（2022年8月13日～20日、北海道立道民活動センター　かでる2.7） - 瀧原
- Stokes/Park 3rd『フゴッペ洞窟の翼をもつ人』札幌公演（2022年11月10日（木）〜11月13日、演劇専用小劇場BLOCH） - 舟木
- 劇団千年王國ロックミュージカル「ロミオとジュリエット　Romeo and Juliet」（2022年12月24日~25日、東一丁目劇場《旧北海道四季劇場》） - 島
- ミュージカル『ルーザーヴィル』（2023年3月5日 - 22日　新橋演舞場、4月6日 - 16日　大阪松竹座 、4月20日 - 21日　上野学園ホール（広島県立文化芸術ホール）、4月26日〜30日　御園座） - 島
- NORD第1回演劇公演「Error」（2023年5月31日 - 6月4日、札幌市民交流プラザ クリエイティブスタジオ）[21]
- NAPPOS PRODUCE『嵐になるまで待って』（2023年7月22日 - 7月30日、サンシャイン劇場） - 舟木
- ミュージカル「聲の形」（2023年10月4日 - 8日、サンシャイン劇場） - 島
- 仮面山荘殺人事件（2023年10月11日 - 15日　サンシャイン劇場、10月18日 - 19日　サンケイホールブリーゼ） - 瀧原
- こけら落とし公演「あっちこっち佐藤さん」（2024年5月11日～6月9日　ジョブキタ北八劇場） - 瀧原
- ミュージカル「GIRLFRIEND」（2024年6月14日 - 7月3日、シアタークリエ） - 島
- Takayuki Suzui Project OOPARTS 特別公演「天国への階段 北海道re-mix」〜ありがとう道新ホール〜 （2024年6月21日 - 23日、道新ホール） - 舟木、安保、瀧原
- 東映ムビ×ステ 舞台「邪魚隊 / ジャッコタイ」（2024年8月9日 - 25日　サンシャイン劇場、8月30日 - 9月1日　サンケイホールブリーゼ、9月4日　一宮市民会館、9月7日 - 8日　石川県立音楽堂 邦楽ホール）- 舟木
- 朗読劇「スタートライン」（2024年11月4日、ヒューリックホール東京）- 島
- リーディング・ミュージカル「アンドレ・デジール 最後の作品」（2024年11月20日 - 24日、シアターH） - 島
- 劇団アレン座 第11回本公演 舞台「1925-2025」（2025年1月7日 - 13日、吉祥寺シアター） - 安保
- 劇団ミュOp.3　ミュージカル「初恋　Sada Yacco: Japan’s first actress」（2025年3月19日 - 3月31日、ウッディシアター中目黒） - 舟木
- ミュージカル「フランケンシュタイン」（2025年4月11日 - 4月30日　東京建物 Brillia HALL、5月5日　愛知県芸術劇場　大ホール、5月11日　水戸市民会館　グロービスホール、5月18日 - 5月20日　神戸国際会館　こくさいホール） - 島
- 舞台「青のミブロ」（2025年4月11日 - 4月20日　EX THEATER ROPPONGI、4月25日 - 4月27日　京都劇場） - 瀧原
- ミュージカル「薔薇王の葬列」（2025年4月19日 - 4月27日、こくみん共済coopホール／スペース・ゼロ） - 舟木

### 吹き替え
- ブラックアダム（2022年12月2日、ワーナー・ブラザース映画） - 瀧原[22]

### CM
- アルキタ「それがバイトのタイミング ビジュアルバンド篇」
- 北欧の風 道の駅とうべつ「訪れたくなる 北欧の風 道の駅とうべつ」（2019年7月）
- 北海道オールトヨタ Web CM「車でダイエット!?」（2019年8月） - 花岡、瀧原
- NTTドコモ「NTTドコモ ロング学割2021 NORD篇」（2021年2月 - 3月、HBC「今日ドキッ!」インフォマーシャル内）
- エ・モレイセス・リヴズ株式会社 「おまかせネコの手」（2021年3月）
- 石屋製菓
  - 「美冬レモン ～甘ずっぱい再会編～」（2021年4月） - WebCM[23]
  - 「美冬ジャンドゥーヤ ～甘いハーモニー編～」（2021年8月） - WebCM[24]
  - 「美冬 ～しあわせ重なるミルフィーユ!編～」（2021年12月）[25]
- ホクレン「モチモチベーション北海道テレビCM」（2022年12月） - 島[26]
- そらまめカンパニー「E-Defender トーマ ファイターズ編」（2023年3月） - 安保（声の出演、トーマ役[27]）

### 雑誌掲載
- 「BOYS FILE Vol.03（2018年10月5日、シンコーミュージック）
- 「BoyAge -ボヤージュ- vol.7」（2019年2月26日、KADOKAWA）
- 「ダ・ヴィンチ」2019年12月号（2019年11月6日、KADOKAWA）
- 「JUNON」6月号（2020年4月22日 主婦と生活社） - 島、舟木
- 「財界さっぽろ」10月号（2022年9月15日）
- 「awesome!Plus vol.13]（2022年9月27日 シンコーミュージック・エンタテイメント）[28]
- 「JUNON」1月号（2022年11月22日 主婦と生活社）- 島
- 「BOYS FILE Vol.11 LIVE」（ロックスエンタテインメント 2022年12月23日） - 島

### 広告・キャンペーン
- JR北海道「快速エアポート チケットレス座席指定券」[29]（2022年 - ）
- 北海道選挙管理委員会「第26回参議院議員通常選挙」イメージキャラクター（2022年）
- 札幌市役所「NORD推し活中 マイナンバーカード出張申請所」[30]

## 作品

### 楽曲

#### シングル
|    | タイトル                                  | 発売日         | 収録曲                                    | 備考                                                 |
| -- | ----------------------------------------- | -------------- | ----------------------------------------- | ---------------------------------------------------- |
| 1  | ハジマリスト                              | 2017年3月11日  | ハジマリスト                              |                                                      |
| 1  | ハジマリスト                              | 2017年3月11日  | Oh My Star                                | 島ソロ曲                                             |
| 1  | ハジマリスト                              | 2017年3月11日  | Go To The Top                             | 舟木、花岡、瀧原による派生ダンスユニット「GT3」曲    |
| 2  | SUNRISE                                   | 2017年7月1日   | SUNRISE                                   |                                                      |
| 2  | SUNRISE                                   | 2017年7月1日   | Beautiful Girl                            |                                                      |
| 2  | SUNRISE                                   | 2017年7月1日   | 誰よりも君と                              |                                                      |
| 3  | GO!GO!レバンガ                            | 2017年10月31日 | GO!GO!レバンガ                            | 『レバレバ！ノール』メインテーマ                     |
| 4  | 僕＝君・ハート♡キャッチ                   | 2018年3月21日  | 僕＝君・ハート♡キャッチ                   |                                                      |
| 4  | 僕＝君・ハート♡キャッチ                   | 2018年3月21日  | HARAHARA                                  |                                                      |
| 4  | 僕＝君・ハート♡キャッチ                   | 2018年3月21日  | 届けYELL                                  |                                                      |
| 4  | 僕＝君・ハート♡キャッチ                   | 2018年3月21日  | 残り雪                                    | 島ソロ曲                                             |
| 5  | We are 革命児☆                            | 2018年3月21日  | We are 革命児☆                            |                                                      |
| 5  | We are 革命児☆                            | 2018年3月21日  | Sexy                                      |                                                      |
| 5  | We are 革命児☆                            | 2018年3月21日  | スナイパー                                | 花岡、安保、瀧原の選抜曲                             |
| 5  | We are 革命児☆                            | 2018年3月21日  | Stay With Me（Sam Smith cover）           | 島ソロ曲。NYアポロシアターで披露                     |
| 6  | ヤーレンソーラン                          | 2018年8月5日   | ヤーレンソーラン                          |                                                      |
| 6  | ヤーレンソーラン                          | 2018年8月5日   | Be Happy!                                 |                                                      |
| 6  | ヤーレンソーラン                          | 2018年8月5日   | Dream On                                  |                                                      |
| 8  | ゴー！ゴー！レバンガ ～超えろを超えろ。～ | 2018年10月6日  | ゴー！ゴー！レバンガ ～超えろを超えろ。～ |                                                      |
| 9  | 忙しい僕らの聖夜(よる)                    | 2018年12月22日 | 忙しい僕らの聖夜(よる)                    |                                                      |
| 9  | 忙しい僕らの聖夜(よる)                    | 2018年12月22日 | 超ド級POWER                               |                                                      |
| 9  | 忙しい僕らの聖夜(よる)                    | 2018年12月22日 | わすれもの                                | 花岡＆島デュエット曲                                 |
| 10 | ガッツ一直線！                            | 2018年12月22日 | ガッツ一直線！                            |                                                      |
| 10 | ガッツ一直線！                            | 2018年12月22日 | キミスペクタクル                          |                                                      |
| 10 | ガッツ一直線！                            | 2018年12月22日 | Give me your…                             | 舟木、花岡、瀧原による派生ダンスユニット「GT3」曲    |
| 11 | 恋祭り                                    | 2019年7月21日  | 恋祭り                                    | HBC「いまなにしてる？」9月10月度エンディングテーマ   |
| 11 | 恋祭り                                    | 2019年7月21日  | きっと大丈夫                              |                                                      |
| 11 | 恋祭り                                    | 2019年7月21日  | 北欧の風                                  | 北欧の風 道の駅とうべつイメージソング                |
| 11 | 恋祭り                                    | 2019年7月21日  | Starilt sky                               |                                                      |
| 12 | なまらLOVEキュン                          | 2019年12月22日 | なまらLOVEキュン                          |                                                      |
| 12 | なまらLOVEキュン                          | 2019年12月22日 | Snow & I Love You                         |                                                      |
| 12 | なまらLOVEキュン                          | 2019年12月22日 | ”ノル友”の唄                              | NORDメンバーが初めて作詞。ファンへの想いが詰まった曲 |
| 13 | Neon Drive                                | 2022年8月6日   | Neon Drive                                |                                                      |
| 13 | Neon Drive                                | 2022年8月6日   | ただ一人の君                              |                                                      |
| 13 | Neon Drive                                | 2022年8月6日   | 繋がろう                                  | 作詞作曲 舟木健                                      |

#### ミニアルバム
|   | タイトル | 発売日         | 収録曲         | 備考                                                                      |
| - | -------- | -------------- | -------------- | ------------------------------------------------------------------------- |
| 1 | NORD     | 2016年12月25日 | Have Fun!      |                                                                           |
| 1 | NORD     | 2016年12月25日 | Lover's Flavor |                                                                           |
| 1 | NORD     | 2016年12月25日 | Mirai          | 作詞作曲が静岡県浜松市を拠点に活動するユニットJam9、Armyslickも作曲に参加 |
| 1 | NORD     | 2016年12月25日 | Now or Never   |                                                                           |
| 1 | NORD     | 2016年12月25日 | Go!Go!NORD     | 後にレバンガ北海道の応援ソングとなるGO!GO!レバンガの元ネタ                |

#### ベストアルバム
|   | タイトル        | 発売日        | 収録曲                              | 備考             |
| - | --------------- | ------------- | ----------------------------------- | ---------------- |
| 1 | N The BEST      | 2021年7月2日  | きたからきた!セクシーダイナマイト!! |                  |
| 1 | N The BEST      | 2021年7月2日  | Have fun！                          |                  |
| 1 | N The BEST      | 2021年7月2日  | Now or Never                        |                  |
| 1 | N The BEST      | 2021年7月2日  | Mirai                               |                  |
| 1 | N The BEST      | 2021年7月2日  | ハジマリスト                        |                  |
| 1 | N The BEST      | 2021年7月2日  | SUNRISE                             |                  |
| 1 | N The BEST      | 2021年7月2日  | 僕＝君・ハート♡キャッチ             |                  |
| 1 | N The BEST      | 2021年7月2日  | 届けYELL                            |                  |
| 1 | N The BEST      | 2021年7月2日  | We are 革命児☆                      |                  |
| 1 | N The BEST      | 2021年7月2日  | ヤーレンソーラン                    |                  |
| 1 | N The BEST      | 2021年7月2日  | ガッツ一直線!                       |                  |
| 1 | N The BEST      | 2021年7月2日  | キミスペクタクル                    |                  |
| 1 | N The BEST      | 2021年7月2日  | 忙しい僕らの聖夜                    |                  |
| 1 | N The BEST      | 2021年7月2日  | 恋祭り                              |                  |
| 1 | N The BEST      | 2021年7月2日  | Starlit Sky                         |                  |
| 1 | N The BEST      | 2021年7月2日  | なまらLOVEキュン                    |                  |
| 1 | N The BEST      | 2021年7月2日  | ”ノル友”の唄                        |                  |
| 1 | N The BEST      | 2021年7月2日  | Level Up!                           |                  |
| 2 | N The VERY BEST | 2022年2月13日 | 僕＝君・ハート♡キャッチ             | 初の全国店頭発売 |
| 2 | N The VERY BEST | 2022年2月13日 | Level Up!                           | 初の全国店頭発売 |
| 2 | N The VERY BEST | 2022年2月13日 | ハジマリスト                        | 初の全国店頭発売 |
| 2 | N The VERY BEST | 2022年2月13日 | キミスペクタクル                    | 初の全国店頭発売 |
| 2 | N The VERY BEST | 2022年2月13日 | ”ノル友”の唄                        | 初の全国店頭発売 |
| 2 | N The VERY BEST | 2022年2月13日 | We are 革命児☆                      | 初の全国店頭発売 |
| 2 | N The VERY BEST | 2022年2月13日 | なまらLOVEキュン                    | 初の全国店頭発売 |
| 2 | N The VERY BEST | 2022年2月13日 | 届けYELL                            | 初の全国店頭発売 |
| 2 | N The VERY BEST | 2022年2月13日 | Starlit Sky                         | 初の全国店頭発売 |
| 2 | N The VERY BEST | 2022年2月13日 | Mirai                               | 初の全国店頭発売 |
| 2 | N The VERY BEST | 2022年2月13日 | ヤーレンソーラン                    | 初の全国店頭発売 |
| 2 | N The VERY BEST | 2022年2月13日 | 恋祭り                              | 初の全国店頭発売 |
| 2 | N The VERY BEST | 2022年2月13日 | SUNRISE                             | 初の全国店頭発売 |
| 2 | N The VERY BEST | 2022年2月13日 | 忙しい僕らの聖夜                    | 初の全国店頭発売 |
| 2 | N The VERY BEST | 2022年2月13日 | Have fun!                           | 初の全国店頭発売 |
| 2 | N The VERY BEST | 2022年2月13日 | ガッツ一直線!                       | 初の全国店頭発売 |
| 2 | N The VERY BEST | 2022年2月13日 | きたからきた!セクシーダイナマイト!! | 初の全国店頭発売 |
| 2 | N The VERY BEST | 2022年2月13日 | Now or Never                        | 初の全国店頭発売 |
| 2 | N The VERY BEST | 2022年2月13日 | 未来図                              | 初の全国店頭発売 |
| 2 | N The VERY BEST | 2022年2月13日 | Snow & I Love You!                  | 初の全国店頭発売 |
| 2 | N The VERY BEST | 2022年2月13日 | きっと大丈夫                        | 初の全国店頭発売 |
| 2 | N The VERY BEST | 2022年2月13日 | 北欧の風                            | 初の全国店頭発売 |
| 2 | N The VERY BEST | 2022年2月13日 | Go To The Top                       | 初の全国店頭発売 |
| 2 | N The VERY BEST | 2022年2月13日 | Oh My Star                          | 初の全国店頭発売 |
| 2 | N The VERY BEST | 2022年2月13日 | Love's Flavor                       | 初の全国店頭発売 |
| 2 | N The VERY BEST | 2022年2月13日 | 誰よりも君と                        | 初の全国店頭発売 |
| 2 | N The VERY BEST | 2022年2月13日 | わすれもの                          | 初の全国店頭発売 |
| 2 | N The VERY BEST | 2022年2月13日 | Dream On                            | 初の全国店頭発売 |

#### アルバム
|   | タイトル | 発売日       | 収録曲      | 備考               |
| - | -------- | ------------ | ----------- | ------------------ |
| 1 | 0909     | 2023年9月9日 | Afterglow   |                    |
| 1 | 0909     | 2023年9月9日 | Jungle Rock | 安保が作詞に携わる |
| 1 | 0909     | 2023年9月9日 | Neon Drive  |                    |
| 1 | 0909     | 2023年9月9日 | Good Bye    |                    |
| 1 | 0909     | 2023年9月9日 | Lady 1st    | 島が作詞に携わる   |
| 1 | 0909     | 2023年9月9日 | ブラウン    | 瀧原が作詞に携わる |
| 1 | 0909     | 2023年9月9日 | Jackpot     | 舟木が作詞作曲     |
| 1 | 0909     | 2023年9月9日 | Bounce      | 舟木が作詞作曲     |

#### 配信シングル
|   | タイトル    | 発売日         | 収録曲      | 備考                                                 |
| - | ----------- | -------------- | ----------- | ---------------------------------------------------- |
| 1 | Starilt sky | 2019年2月1日   | Starilt sky | 後にシングル「恋祭り」に収録                         |
| 2 | Level Up！  | 2020年9月5日   | Level Up！  |                                                      |
| 3 | 未来図      | 2021年12月26日 | 未来図      | 舟木健が作詞作曲。石屋製菓株式会社「美冬」のCMソング |

#### 未収録曲
|   | 曲名     | 備考                 |
| - | -------- | -------------------- |
| 1 | 安保体操 | 花岡作詞の安保ソロ曲 |

#### コラボ
|   | 曲名                             | 名義                     | 発売日        | 収録                                                                                 | 備考                                                     |
| - | -------------------------------- | ------------------------ | ------------- | ------------------------------------------------------------------------------------ | -------------------------------------------------------- |
| 1 | 「べにちんメロメロ」できちゃった | 島'nちゅ                 | 2018年3月21日 | シングル 『「べにちんメロメロ」できちゃった』                                        | 島とレバンガ北海道・松島良豪によるユニット曲             |
| 2 | 僕＝君・ハート・キャッチ         | 鈴井貴之とノールファイブ | 2019年2月13日 | 配信アルバム 『ThankCUE FAN MEETING 2018「グランドキャバレーサンキュー歌謡ショー」』 | 鈴井貴之と舟木・花岡・安保・枝元・瀧原によるセルフカバー |
| 3 | 本日のスープ                     | 洋と太星                 | 2019年2月13日 | 配信アルバム 『ThankCUE FAN MEETING 2018「グランドキャバレーサンキュー歌謡ショー」』 | 大泉洋と島による「大泉洋 with STARDUST REVUE」のカバー   |
| 4 | あんこでちゃう！NORD Ver.        | NORD                     | 2020年2月9日  | 配信シングル『あんこでちゃう！ NORD Ver.』                                           | 和菓子キャラクター「大福くん」とのコラボ                 |

### DVD
- 「NORD SPRING LIVE 2018～Zepp Sapporoへの道、ここに完結。そして新たな道へ～」（2018年10月13日発売）
- 「NORD 3rd Anniversary LIVE 2019〜集まれ1,000人☆ゴー!ゴー!教文〜」（2019年8月17日発売）

### Blu-ray
- 「NORD 5th Anniversary LIVE 〜Go!Go!Go!Go!5周年☆ドキドキビートでクラップユアハンズ〜」（2021年12月28日発売）

- 「NORD 6th Anniversary LIVE TOUR 2022～あなたとわたしで海越え山越え☆FinalエヴィバデGo!Go!カナモト!～」　(2023年3月12日発売）
- 「NORD第1回演劇公演 Error」　(2023年12月3日発売）
- 「OUTDOOR LIVE 2023 ～おいでよNORDの森～」　(2024年2月13日発売）

### 書籍
- 「アオタガイ学園」公式BOOK（2016年5月7日発売、発行元：「アオタガイ学園」制作委員会、CUE Products刊、ISBN 0008382735）

## ライブ

### ワンマンライブ

#### 本公演
| 年   | 日程               | タイトル | 会場                                                                                                   | 備考                                                                        |
| ---- | ------------------ | --- | --- | --------------------------------------------------------------------------- |
| 2016 | 12月25日           | NORD 1st Xmas Party!!!!!!!!                                                                                   | cube garden                                                                                            | 初のワンマンライブ                                                          |
| 2017 | 3月11日            | NORD Spring Party!!!!!!!!                                                                                     | cube garden                                                                                            |                                                                             |
| 2017 | 6月4日             | NORD 1st Anniversary Party!!!!!!!!                                                                            | event space EDiT                                                                                       |                                                                             |
| 2017 | 12月23日           | NORD Xmas LIVE 2017                                                                                           | cube garden                                                                                            | 春木大輔が卒業                                                              |
| 2018 | 3月21日            | NORD SPRING LIVE 2018 ～Zepp Sapporoへの道、ここに完結。そして新たな道へ～                                    | Zepp Sapporo                                                                                           | 自身最大規模の会場 長崎佑亮が活動休止に入る前の最後の公演                   |
| 2018 | 6月2日             | NORD 2nd Anniversary Party☆                                                                                   | BFHホール                                                                                              |                                                                             |
| 2018 | 10月13日           | NORD Autumn LIVE 2018 ～スタンディングで楽しみまっShow time～                                                 | 札幌ペニーレーン24                                                                                     |                                                                             |
| 2018 | 12月22日           | NORD X’mas LIVE 2018 ～かじかむ冬にHot☆Standing～                                                             | cube garden                                                                                            |                                                                             |
| 2019 | 3月24日            | NORD SPRING LIVE 2019 ～Hello Tokyo！僕らは北からやってきた～                                                 | DDD青山クロスシアター                                                                                  | 初の東京公演                                                                |
| 2019 | 6月1日             | NORD 3rd Anniversary LIVE 2019 ～集まれ1,000人☆ゴー!ゴー!教文～                                               | 札幌市教育文化会館 大ホール                                                                            |                                                                             |
| 2019 | 11月4日 - 12月22日 | NORD Hokkaido Tour 2019 ～北風people Zeppまでびゅーん!～                                                      | LIVE HOUSE ASAHIKAWA CASINO DRIVE（旭川） 帯広Rest（帯広） 函館Club Cocoa（函館） Zepp Sapporo（札幌） | 初の道内ツアー                                                              |
| 2020 | 6月6日             | NORD 4th Anniversary LIVE 2020 ～集まれ1,500☆ゴー!ゴー!カナモト～                                             | カナモトホール （札幌市民ホール）                                                                      | 新型コロナウイルスの影響により中止                                          |
| 2020 | 10月31日           | NORD ONLINE LIVE ～見てくれなきゃTrick Trick☆僕たちからのDance!Sing!Treat!～                                  | | 無観客オンラインライブ                                                      |
| 2021 | 7月2日3日          | NORD 5th Anniversary LIVE ～Go!Go!Go!Go!5周年☆ドキドキビートでクラップユアハンズ～                            | 札幌道新ホール                                                                                         |                                                                             |
| 2022 | 8月6日             | NORD 6th Anniversary LIVE TOUR 2022 ～あなたとわたしで海越え山越え☆FinalエヴィバデGo!Go!カナモト!～ 大阪公演  | YES THEATER                                                                                            |                                                                             |
| 2022 | 8月19日,20日       | NORD 6th Anniversary LIVE TOUR 2022 ～あなたとわたしで海越え山越え☆FinalエヴィバデGo!Go!カナモト!～ 東京公演  | 新宿ReNY                                                                                               | 19日公演にサプライズゲストで大泉洋登場                                      |
| 2022 | 9月17日            | NORD 6th Anniversary LIVE TOUR 2022 ～あなたとわたしで海越え山越え☆FinalエヴィバデGo!Go!カナモト！～ 札幌公演 | カナモトホール                                                                                         | ツキイチライブ集大成として専門学校生も参加                                  |
| 2023 | 9月9日             | OUTDOOR LIVE 2023〜おいでよNORDの森〜                                                                         | 札幌芸術の森野外ステージ                                                                               | 初の野外ライブ 1st ハッチャケノール 2nd チルイケノール                      |
| 2024 | 4月28日,29日       | NORD ライブ春の陣 2024 〜ありがとう道新ホール!Sing!Sing!Sing!&Jump!Jump!Jump!〜                               | 道新ホール                                                                                             | 2024年6月末閉館の道新ホールで「ありがとう道新ホール」企画の一環としての公演 |
| 2024 | 12月15日           | NORD LIVE 2024 ～Zeppでノル締め!ダダダダ大忘年会～                                                            | Zepp Sapporo                                                                                           | オールスタンディング                                                        |

#### シュウイチ☆ライブ
- 「シュウイチ☆ライブ」（2019年1月 - 5月、札幌Sound lab mole）
- 「シュウイチ☆ライブ ～シーズン2 #みんなタピってる?～」（2019年7月 - ）

#### NORDツキイチライブ
“学生コラボプロジェクト”NORDツキイチライブ～ライブは授業で学ぶだけじゃない!ステージで炸裂してるんだ！～

として、札幌の専門学校とコラボし、コロナ禍で実習の場がない学生とともに、メンバーがプロデューサーとなり開催。

学生たちが音響・照明・映像・企画・歌・ダンス・芝居・ヘアメイク・配信などライブに関わる全てのセクションを担当。
- vol.1 プロデューサー：瀧原光（2022年3月20日、札幌ミュージック&ダンス・放送専門学校）
- vol.2 プロデューサー：安保卓城（2022年4月24日※延期 → 6月26日、札幌ミュージック&ダンス・放送専門学校）
- vol.3 プロデューサー：島太星（2022年5月15日、札幌ミュージック&ダンス・放送専門学校）
- vol.4 プロデューサー：舟木健（2022年6月4日、札幌ミュージック&ダンス・放送専門学校）

#### オンラインライブ
- NORD 4th Anniversary YouTube LIVE 〜北海道からリモートークショー　届け!僕たちのYELL〜（2020年6月6日）
- NORD ONLINE EVENT〜眩しい新曲みぃつけた!みんなで一緒に見まSHOW TIME!〜（2020年9月5日）
- CUE ONLINE JAM-BOREE 〜We'll be back〜（2020年9月27日）
- NORD ONLINE LIVE〜見てくれなきゃTrick Trick☆僕たちからのDance! Sing! Treat!〜（2020年10月31日）
- ThankCUE FANMEETING 2020 ONLINE X'MAS in Gateaux Kingdom SAPPORO （2020年12月24日）
- NORD ONLINE 年忘れの集い〜ボーンボーン忘年会☆一緒に歌おうノル友の唄〜（2020年12月29日）
- 鈴井貴之生誕記念 「カイチョーオネダリ大作戦」（2021年5月6日） - 安保
- NORD ONLINE Birthday EVENT 〜5歳になりました☆とびっきりのサプライズあり〼〜（2021年6月4日）
- 「NORD 5th Anniversary LIVE 〜Go!Go!Go!Go!5周年☆ドキドキビートでクラップユアハンズ〜」ONLINE（2021年7月22日）
- NORD ONLINE X'mas 〜ありがとう2021☆忙しい聖夜にあなたとおしゃべりがしたくて冬〜（2021年12月25日）
- NORD ONLINE X’mas 2022〜4人のお部屋を覗いてみよう☆聖なる夜に何するの?〜（2022年12月25日）
- NORD ONLINE X’mas2023〜てんこ森な一年の締めくくりは聖夜（よる）に乾杯〜（2023年12月24日）

### イベント
- 北の男子ライブ（札幌mole） - 定期出演
- さっぽろ雪まつり
  - 第68回さっぽろ雪まつり（2017年2月10日、大通会場8丁目　雪のHTB広場）
  - 第69回さっぽろ雪まつり（2018年2月11日、大通会場5丁目）
  - 第71回さっぽろ雪まつり（2020年2月9日、J:COMひろば）
- CUE DREAM JAM-BOREE
  - CUE DREAM JAM-BOREE 2016「仲間～親愛なるあなたへ。～」（2016年7月29日 - 31日、北海きたえーる）
  - CUE DREAM JAM-BOREE 2018「リキーオと魔法の杖」（2018年7月27日 - 29日、北海きたえーる）
  - CUE DREAM JAM-BOREE 2022「REBORN」（2022年7月30日 - 31日、北海きたえーる）
- 空知100kmウォーク2017（2017年6月17日 - 18日)[35][36]
- サマーフェスタ2017in洞爺湖（2017年7月22日)[37]
- 北ガスグループ6時間リレーマラソンin札幌ドーム2017（2017年7月23日)[38]
- 第46回かなやま湖湖水まつり（2017年7月29日、南富良野町)[39]
- 第22回きもべつ夏まつり（2017年8月14日)[40]
- 第35回きょうごくふるさとまつり（2017年8月14日)[41]
- とかちマルシェ（2017年9月2日、とかちプラザ)[42]
- さっぽろオータムフェスト2017（2017年9月16日、19日、30日)[43]
- HTB イチオシ！春まつり（2018年4月7日、サッポロファクトリー)[44]
- Red Bull 400 SAPPORO OKURAYAMA（大倉山ジャンプ競技場）
  - Red Bull 400 SAPPORO OKURAYAMA 2018（2018年5月12日）
    - 個人フルディスタンス400m 男子　- 舟木、花岡
    - 男子400mリレー - 枝元・安保・島・瀧原 準優勝

  - Red Bull 400 SAPPORO OKURAYAMA 2019（2019年5月18日）
    - 男子400mリレー - 枝元・安保・島・瀧原 優勝

  - Red Bull 400 SAPPORO OKURAYANA 2021（2021年9月26日）ゲストとして出場
  - Red Bull 400 SAPPORO OKURAYANA 2022（2022年5月22日）　
    - 男子400mリレー - 舟木・安保・島・瀧原 3位

- 第35回 むかわ町穂別流送まつり（2018年7月22日、穂別ふれあい公園）[45]
- 2018せたな漁火まつり（2018年8月4日、瀬棚港 漁火公園）[46]
- 北海道150年記念式典（2018年8月5日、北海きたえーる 水と緑の広場（屋外））[47]
- 第23回きもべつ夏まつり（2018年8月14日）[48]
- 第15回しもかわうどん祭り（2018年8月25日）[49]
- メンズパニック2018（2018年8月11日 - 12日、幕張メッセ）
- 第38回湧別町産業まつり（2018年9月23日、町民憩の広場（湧別町栄恵町））[50]
- あばしり道の駅 夕市まつり（2019年７月28日、道の駅「流氷街道網走」）[51]
- 2019せたな漁火まつり（2019年8月3日、瀬棚港 漁火公園）[52]
- 農商工生涯学習まつり（2019年9月29日、上士幌町）[53]
- 水曜どうでしょう祭 FESTIVAL in SAPPORO 2019（2019年10月、さっぽろばんけいスキー場）
- ルスツうまいもんまつり2022（2022年9月18日、ルスツリゾート）[54]
- ファイターズ　超夏祭り　試合後歌唱パフォーマンス（2023年8月6日、エスコンフィールドHOKKAIDO）[55]
- 第58回クッチャロ湖湖水まつり（2024年7月13日、浜頓別町クッチャロ湖畔特設会場）[56]
- 苫小牧ミライフェスト2024（2024年9月8日、苫小牧・キラキラ公園）[57]
- ルスツうまいもんまつり2024（2024年9月15日、ルスツリゾート）[58]

## 演劇公演
| 年   | 日程               | タイトル                                    | 会場                                          |
| ---- | ------------------ | ------------------------------------------- | --------------------------------------------- |
| 2023 | 5月31日 - 6月4日   | NORD第1回演劇公演「Error」                  | 札幌文化芸術劇場hitaru クリエイティブスタジオ |
| 2024 | 10月3日 - 10月14日 | NORD第2回演劇公演「トムとディックとハリー」 | ジョブキタ北八劇場                            |